# جزيرة كومي

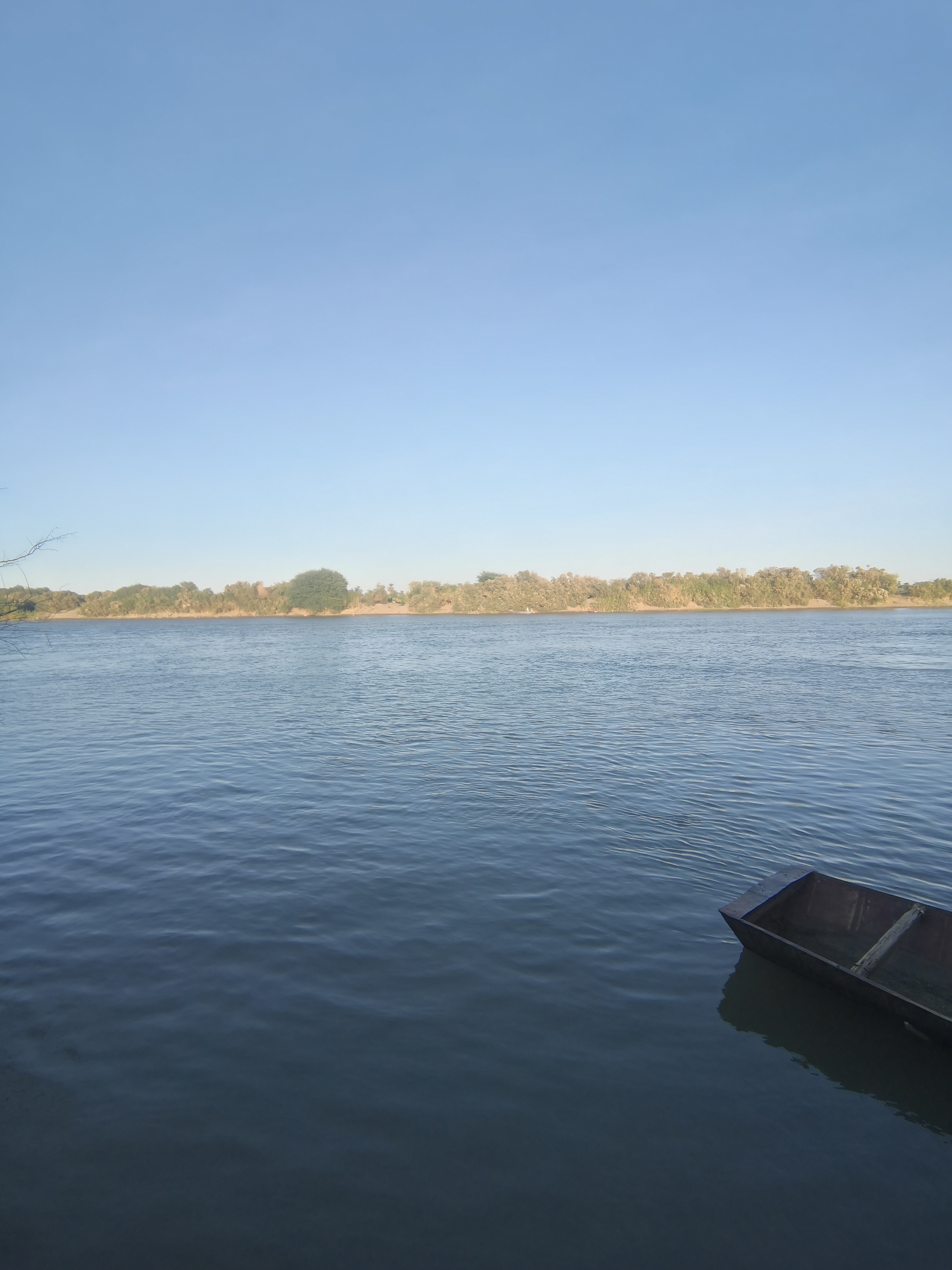
جزيرة كومي الضفة الغربية

جزيرة كومي من أقدم الجزر في السودان وأكثرها تمدنا، تعد أراضيها من أخصب الأراضي الزراعية، وعرفت بزراعة القمح والذرة. كما اشتهر سكانها بصيد السمك وتمليحه وتجفيفه، تعرضت عبر تاريخها لعدة فيضانات كان أسوأها الفيضان الذي ضربها عام 1988م، الذي أضر بمقدرات الجزيرة وخيراتها وبنيتها التحتية.

## الموقع

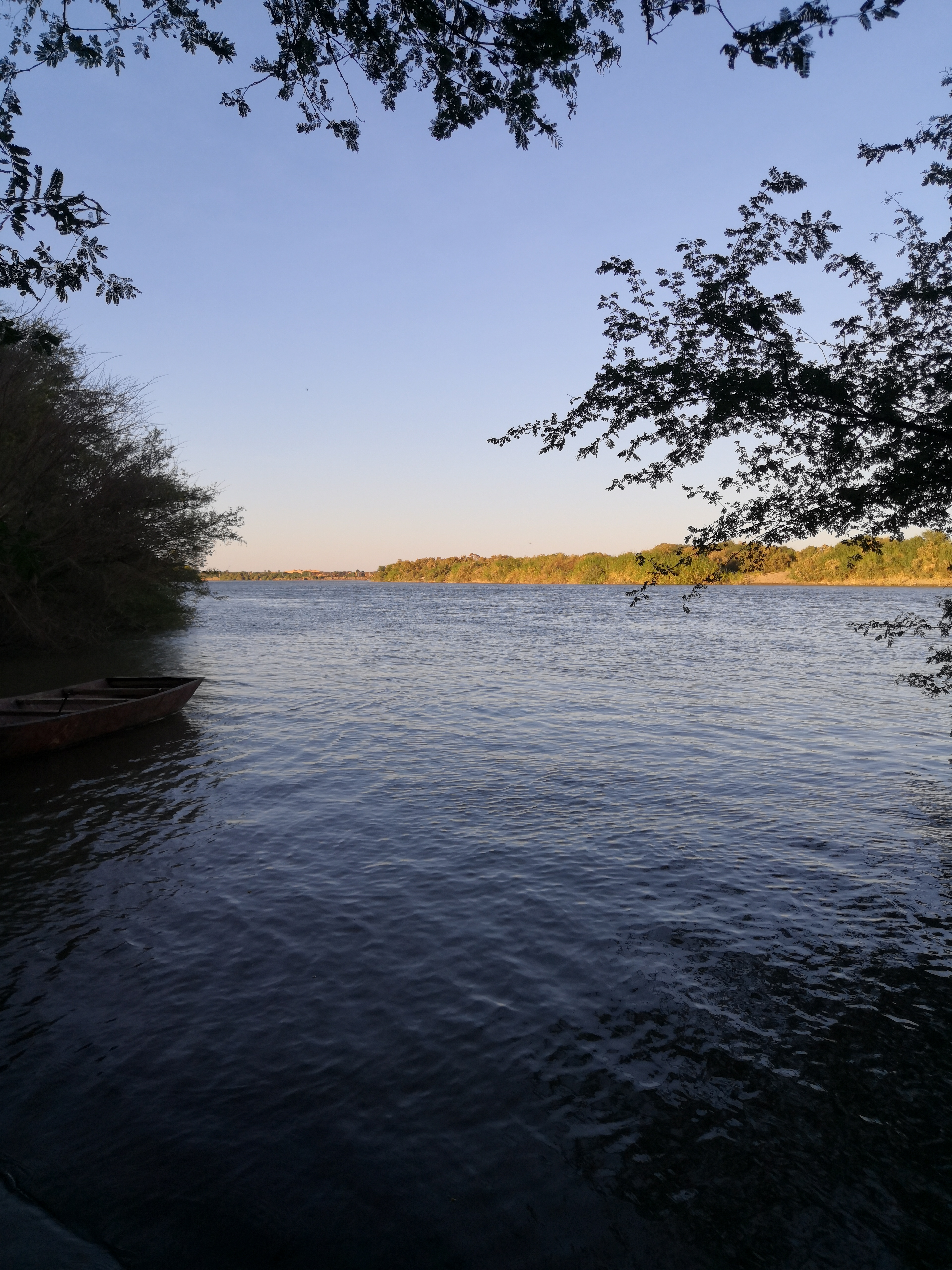
جزيرة كومي، الطرف الشمالي - الضفة الغربية

تُعد الجزيرة من جزر الولاية الشمالية في البلاد. وتقع في الجهة الشرقيّة من مدينة القولد، ويشكل نهر النيل حدا فاصلا بينها وبين كل من جزيرة أم عجاج، ووحدة دنقلا العجوز، وقُرى الزرائب وملواد وأمّ كرابيج.

## المساحة
تبلغ مساحتها حوالي 22.98 ميلاً مربعاً، أمّا ارتفاعها عن مستوى سطح البحر فيقدّر بحوالي 1018 قدماً.